# Horaga malaya
Horaga malaya är en fjärilsart som beskrevs av Corbet 1941. Horaga malaya ingår i släktet Horaga och familjen juvelvingar. Inga underarter finns listade i Catalogue of Life.